# Procambarus
Procambarus é um género de crustáceo da família Cambaridae.
Este género contém as seguintes espécies: